# Antofillite

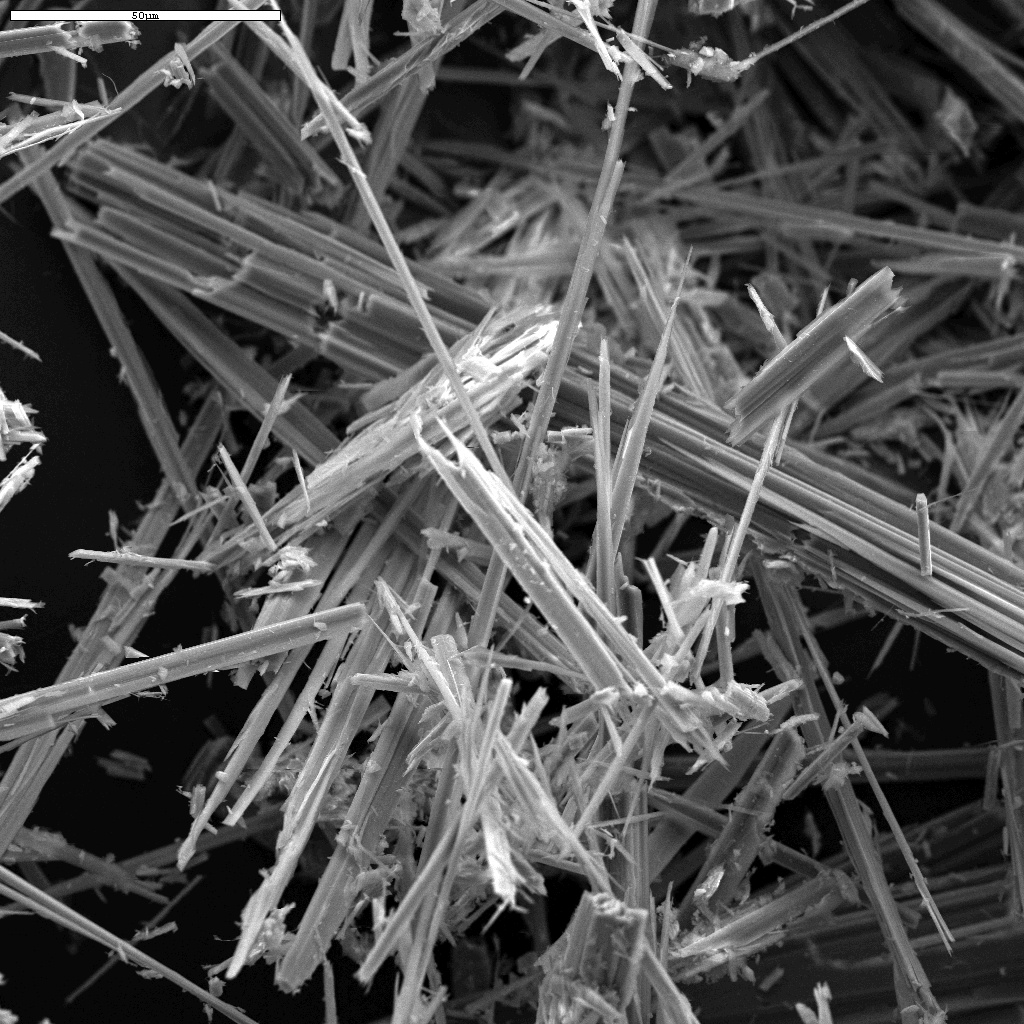
Antofillite fibrosa, vista al microscopio elettronico

L'antofillite (simbolo IMA: Ath) è un minerale del supergruppo dell'anfibolo, all'interno del quale viene collocato nel "gruppo degli anfiboli con W(OH,F,Cl)-dominante" e da lì al sottogruppo degli anfiboli di magnesio-ferro-manganese dove occupa un posto nel "gruppo contenente la radice antofillite nel nome"; essendo un anfibolo, appartiene agli inosilicati e pertanto alla famiglia minerale dei "silicati", e possiede composizione chimica ☐Mg2Mg5Si8O22(OH)2.
L'antofillite è definita essere un minerale come avente il magnesio dominante sia in posizione B che in posizione C.
L'antofillite inizialmente era stata classificata come appartenente al gruppo degli anfiboli Mg-Fe-Mn-Li, in seguito poi riposizionata nel sottogruppo attuale in base alla revisione della nomenclatura degli anfiboli del 2012.
È un asbesto di ferro-magnesio formato da soluzioni isomorfe la cui formula è Mg2Fe5Si8O22(OH)2 e Mg2Mg5Si8O22(OH)2. Anche se in natura è molto raro esiste il termine estremo magnesifero; ma non quello ferrifero, la cui percentuale massima è del 20-30%, denominata ferro-antofillite.

## Etimologia e storia
L'antofillite fu descritta per la prima volta nel 1801 da Heinrich Christian Friedrich Schumacher, che conosceva l'area intorno a Kongsberg (in Norvegia) come luogo di ritrovamento. Schumacher la chiamò così in onore del colore marrone scuro dei frutti del chiodo di garofano, noto anche come chiodo di garofano madre, il cui nome latino è anthophylli. Questo nome, a sua volta, deriva dal greco antico ἄνθος ('ánthos', fiore) e φύλλον ('phýllon', foglia).
Negli anni successivi, furono utilizzati vari sinonimi per l'antofillite, tra cui antogrammite (1820) e antolite (1830) da Johann Friedrich August Breithaupt, schillerspato prismatico (1821) da Robert Jameson, antofillite rayonne (1822) da René Just Haüy, gedrite (1836) da Ours-Pierre-Armand Petit-Dufrénoy e kupfferite (1862) da Hans Rudolph Hermann. Nel 1837, anche James Dwight Dana diede al minerale il nome augitus phyllinus, ma nel 1850, nella terza edizione del suo System of Mineralogy, scartò questo nome ed elencò la gedrite e l'antofillite come varietà di orneblenda.
L'antofillite era già nota e riconosciuta come specie minerale distinta molto prima della fondazione dell'Associazione Mineralogica Internazionale (IMA) cosa che conferisce all'antofillite lo status di minerale grandfathered.
La località tipo esatta è una piccola cava o il cumulo di detriti di una vecchia miniera d'argento vicino al lago Kjennerud nel comune di Kongsberg nella contea norvegese di Buskerud, anche se non è documentato un luogo di conservazione per il campione tipo del minerale.

## Classificazione
La classica nona edizione della sistematica dei minerali di Strunz, aggiornata dall'Associazione Mineralogica Internazionale fino al 2009, elenca l'antofillite nella classe "9. Silicati (germanati)" e da lì nella sottoclasse "9.D Inosilicati"; questa viene suddivisa più finemente in base alla struttura cristallina del minerale, in modo tale che l'antofillite possa essere trovata nella sezione "9.DE Inosilicati con catene doppie di periodo 2, Si4O11; clinoanfiboli" dove forma il sistema nº 9.DE.05.
Tale classificazione viene mantenuta quasi invariata anche nell'edizione successiva, proseguita dal database "mindat.org" e chiamata Classificazione Strunz-mindat, nella quale l'antofillite si trova nelle medesime classe e sottoclasse ma, in seguito alla scoperta che l'antofillite è ortorombica e non monoclina, la sezione cambia diventando "9.DD Inosilicati con catene doppie di periodo 2, Si4O11; ortoanfiboli" con il sistema nº 9.DD.05.
Nella Sistematica dei lapis (Lapis-Systematik) di Stefan Weiß l'antofillite si trova nella classe dei "silicati" e nella sottoclasse degli "inosilicati"; qui si trova nella sezione riservata ai minerali con struttura "[Si4O11] a due bande 6-; anfiboli ortorombici" dove forma il sistema nº VIII/F.12.
Anche la classificazione dei minerali secondo Dana, usata principalmente nel mondo anglosassone, elenca l'antofillite nella famiglia dei "silicati", qui è nella classe degli "inosilicati: catene doppie non ramificate, W=2" e nella sottoclasse degli "inosilicati: catene doppie non ramificate, configurazione anfibolo W=2" dove forma il sistema nº 66.01.02.

## Abito cristallino
L'antofillite cristallizza nel sistema ortorombico nel gruppo spaziale Pnma (gruppo nº 62) con i parametri di cella a = 18,544(2) Å, b = 18,026(2) Å e c = 5,282(1) Å, oltre ad avere 4 unità di formula per cella unitaria.

## Origine e giacitura
L'antofillite è frequente nelle rocce metamorfiche. È il prodotto del metamorfismo sulle rocce ricche di magnesio, in particolare rocce magmatiche ultrabasiche e shale dolomitici impuri. Si forma anche come prodotto di metamorfismo retrogrado di olivina e ortopirosseni relitti e come minerale accessorio negli gneiss e negli scisti ricchi di cordierite. L'antofillite può formarsi anche minerale di metamorfismo retrogrado derivato da rocce ultramafiche insieme alla serpentinite.
L'antofillite è stata trovata in diversi siti sparsi per il mondo, anche se è un minerale raro. Qui si ricorda solo la sua località tipo, la miniera di argento di "Kjennerudvann" (59.69193°N 9.68418°E) nei pressi di Øvre Eiker (contea di Buskerud, Norvegia).

## Forma in cui si presenta in natura
L'antofillite forma cristalli rari, di dimensioni fino a 25 cm; si presenta come aggregati lamellari di cristalli prismatici non terminati, ma più comunemente lamellari o fibrosi, asbestiformi.
Il minerale è da trasparente a traslucido con lucentezza tra il vitreo e il perlaceo; il colore è bianco, grigio verdastro, verde, marrone chiodi di garofano o verde brunastro, mentre il colore del suo striscio è da bianco a bianco-grigiastro.

## Modificazione e varietà
La sfera di Hermanov è un aggregato minerale di forma ovoidale costituito da un nucleo di flogopite e una crosta di antofillite proveniente da Heřmanov (Repubblica Ceca).
Il termine kupfferite, che prende il nome dal fisico, mineralogista e chimico fisico baltico-tedesco Adolph Theodor Kupffer, è sinonimo di due diverse varietà di antofillite:
- la magnesioantofillite, che fu descritta per la prima volta da Allen e Clement; analisi successive rivelarono che si trattava di una varietà contenente magnesio.[19]
- una varietà contenente cromo fu descritta per la prima volta da Koksarov.[20]

## Proprietà
Al cannello a soffiatura l'antofillite diventa di colore nero-verdastro, perde la sua lucentezza e diventa fragile, ma non si scioglie. Al saggio alla perla di borace si scioglie solo leggermente e vira dal giallo-verdastro o dal verde porro al verde oliva.

## Precauzioni
In quanto minerale di amianto, l'antofillite (numero CAS 77536-67-5) è classificata come sostanza pericolosa la cui fabbricazione, immissione sul mercato o utilizzo sono limitati o vietati nell'UE ai sensi dell'Allegato XVII del Regolamento REACH.